# Neaspilota punctistigma
Neaspilota punctistigma es una especie de insecto del género Neaspilota de la familia Tephritidae del orden Diptera.

## Historia
Benjamin la describió científicamente por primera vez en el año 1934.